# Lista de estados dos Estados Unidos por IDH

Mapa dos estados dos EUA por Índice de Desenvolvimento Humano em 2018.
> 0.940
0.921 – 0.940
0.900 – 0.920
< 0.900

Este artigo é uma lista dos estados dos Estados unidos por Índice de Desenvolvimento Humano (IDH), de acordo com a Organização das Nações Unidas. Não deve ser confundido com o Índice de Desenvolvimento Humano Americano.

## Lista
| Posição | Estado\Distrito      | IDH (2019) | IDH (1999) | Diferença |
| ------- | -------------------- | ---------- | ---------- | --------- |
| 1       | Massachusetts        | 0.956      | 0.918      | + 0.038   |
| 2       | Connecticut          | 0.954      | 0.922      | + 0.032   |
| 3       | Minnesota            | 0.953      | 0.914      | + 0.039   |
| 4       | Colorado             | 0.948      | 0.919      | + 0.029   |
| 4       | Nova Hampshire       | 0.948      | 0.909      | + 0.039   |
| 4       | Nova Jérsei          | 0.948      | 0.908      | + 0.040   |
| Estável | Distrito de Colúmbia | 0.946      | 0.892      | + 0.054   |
| 7       | Washington           | 0.946      | 0.916      | + 0.030   |
| 7       | Dakota do Norte      | 0.946      | 0.887      | + 0.059   |
| 9       | Havaí                | 0.945      | 0.910      | + 0.035   |
| 10      | Nova Iorque          | 0.944      | 0.904      | + 0.040   |
| 11      | Maryland             | 0.941      | 0.898      | + 0.043   |
| 12      | Vermont              | 0.940      | 0.897      | + 0.043   |
| 13      | Nebraska             | 0.939      | 0.899      | + 0.040   |
| 14      | Wyoming              | 0.938      | 0.906      | + 0.032   |
| 15      | Alasca               | 0.936      | 0.915      | + 0.021   |
| 15      | Delaware             | 0.936      | 0.913      | + 0.023   |
| 15      | Virgínia             | 0.936      | 0.896      | + 0.040   |
| 15      | Califórnia           | 0.936      | 0.894      | + 0.042   |
| 15      | Oregon               | 0.936      | 0.892      | + 0.044   |
| 20      | Utah                 | 0.935      | 0.905      | + 0.030   |
| 20      | Iowa                 | 0.935      | 0.894      | + 0.041   |
| 22      | Wisconsin            | 0.934      | 0.898      | + 0.036   |
| 22      | Illinois             | 0.934      | 0.895      | + 0.039   |
| 24      | Dakota do Sul        | 0.932      | 0.885      | + 0.047   |
| 25      | Rhode Island         | 0.930      | 0.887      | + 0.043   |
| 26      | Pensilvânia          | 0.928      | 0.887      | + 0.041   |
| 27      | Kansas               | 0.927      | 0.896      | + 0.031   |
| Estável | Estados Unidos       | 0.926      | 0.890      | + 0.036   |
| 28      | Maine                | 0.922      | 0.889      | + 0.033   |
| 29      | Montana              | 0.921      | 0.886      | + 0.035   |
| 30      | Ohio                 | 0.919      | 0.887      | + 0.032   |
| 31      | Michigan             | 0.918      | 0.888      | + 0.030   |
| 32      | Texas                | 0.917      | 0.879      | + 0.038   |
| 33      | Flórida              | 0.916      | 0.885      | + 0.031   |
| 34      | Arizona              | 0.913      | 0.887      | + 0.026   |
| 34      | Missouri             | 0.913      | 0.883      | + 0.030   |
| 36      | Idaho                | 0.912      | 0.884      | + 0.028   |
| 36      | Indiana              | 0.912      | 0.881      | + 0.031   |
| 36      | Carolina do Norte    | 0.912      | 0.876      | + 0.036   |
| 39      | Geórgia              | 0.910      | 0.878      | + 0.032   |
| 40      | Nevada               | 0.909      | 0.890      | + 0.019   |
| 41      | Novo México          | 0.906      | 0.880      | + 0.026   |
| 42      | Oklahoma             | 0.901      | 0.866      | + 0.035   |
| 42      | Tennessee            | 0.901      | 0.864      | + 0.037   |
| 44      | Carolina do Sul      | 0.898      | 0.860      | + 0.038   |
| 45      | Luisiana             | 0.893      | 0.861      | + 0.032   |
| 46      | Kentucky             | 0.890      | 0.857      | + 0.033   |
| 47      | Alabama              | 0.886      | 0.852      | + 0.034   |
| 47      | Arkansas             | 0.886      | 0.852      | + 0.034   |
| 49      | Virgínia Ocidental   | 0.882      | 0.850      | + 0.032   |
| 50      | Mississippi          | 0.871      | 0.837      | + 0.034   |